# سيرجي نغويسان
سيرجي نغويسان (بالفرنسية: Serge N'Guessan)‏ (مواليد 31 يوليو 1994) هو لاعب كرة قدم إفواري محترف، يلعب حاليًا كلاعب وسط مع النادي الفرنسي نانسي.

## روابط خارجية
- سيرجي نغويسان على موقع قاعدة بيانات كرة القدم.إي يو (الإنجليزية)
- سيرجي نغويسان على موقع ناشيونال فوتبول تيمز (الإنجليزية)
- سيرجي نغويسان على موقع Soccerway.com (الإنجليزية)
- سيرجي نغويسان على موقع AS.com (الإسبانية)